# Raoul de La Roche-Aymon
Raoul de La Roche-Aymon, également connu sous le nom de Raoul de Peyrinis et de Rodolphe des Peyrins ou des Pins, est un moine cistercien du XIIIe siècle ; élu abbé de Clairvaux, il est ensuite nommé évêque d'Agen puis archevêque de Lyon (1235-1236).

## Biographie

### Jeunesse
Raoul naît à une date inconnue, probablement vers 1160, au château de Mainsat, dans l'actuel département de la Creuse ; il est le fils d'Eustorge de la Roche-Aymon et de Dalmatie, veuve remariée.
Suivant les sources, il est nommé Raoul de La Roche-Aymon, Raoul de Peyrinis, Rodolphe des Peyrins ou Rodolphe des Pins

### Moines cistercien
Jeune, Raoul entre chez les cisterciens. Il est rapidement nommé abbé d'Igny, dans le diocèse de Reims (dans l'actuel département de la Marne), à une date inconnue. Il reste à ce poste jusqu'en 1224. À cette date, il est nommé abbé de Clairvaux, une des abbayes primaires de l'ordre. Il reste abbé de Clairvaux durant huit ans.

### Évêque puis archevêque
En 1232 ou 1233, il est nommé évêque d'Agen. Son nom est resté à Agen lié à la charte du 7 février 1234. Par cette dernière, Raoul s'engage à maintenir la monnaie arnaldaise, particularité monétaire locale.
Le 7 janvier 1235, Robert d'Auvergne était mort. Les relations entre le chapitre cathédral et l'archevêque de Lyon étant traditionnellement tendues, un bras de fer s'engage, d'autant que le chapitre est à cette occasion divisé. Une partie du chapitre désigna son neveu Guy de la Tour, archidiacre du chapitre et chanoine, l'autre porta ses suffrages sur  Guillaume, fils du comte de Savoie, procureur du diocèse de Valence. Le pape Grégoire IX est appelé en tant qu'arbitre et propose le nom de Raoul.
Raoul arrive à Lyon en novembre 1235 mais, déjà âgé, il reste peu de temps à ce poste et meurt le 5 mars 1236. Son corps est transporté à Clairvaux, où il est enterré,.
Il accorda aux frères prêcheurs (Dominicains, localement appelés « Jacobins ») de Lyon la jouissance d'un terrain entre Rhône et Saône pour y établir un couvent, une église, Notre-Dame-de-Confort, ainsi qu'une route qui devint la rue Mercière.